# Pindu Hurani
Pindu Hurani is een bestuurslaag in het regentschap Oost-Soemba van de provincie Oost-Nusa Tenggara, Indonesië. Pindu Hurani telt 467 inwoners (volkstelling 2010).